# Río Sinú
El río Sinú es un río de Colombia que desemboca en el mar Caribe y que discurre por el departamento de Córdoba.

## Geografía
El río Sinú nace en el Nudo del Paramillo, en el municipio de Ituango, Antioquia, teniendo su recorrido mayoritariamente por el departamento de Córdoba y desemboca en Boca de Tinajones, continua a la Bahía de Cispatá, en el mar Caribe. Hasta las décadas de 1940-50 desembocaba en la bahía de Cispatá, en el golfo de Morrosquillo. Con una longitud de 415 km, es el tercer río colombiano más importante de la vertiente del Caribe, después de los ríos Magdalena y Cauca. En sus 13.700 km² de cuenca, el Sinú irriga 16 municipios cordobeses, los cuales derivan su economía -en gran parte- de las bondades de este río. No en vano el valle del Sinú está entre los más fértiles del mundo, al lado de los del Nilo, Tigris y Éufrates. En su parte media es aprovechado para la generación de energía hidroeléctrica con la Represa Urrá y dos plantas hidroeléctricas.
El río Sinú es navegable en 200 km, hasta Montería, su principal puerto. Es uno de los tres ríos más importantes del departamento de Córdoba, junto con los ríos San Jorge y Canalete. Atraviesa el departamento de sur a norte, entre la serranía de Abibe y la serranía de San Jerónimo. El Sinú es torrentoso en su nacimiento, pero a partir de la quebrada de Jui se torna bastante manso y facilita la navegación. Los principales afluentes del Sinú en su banda oriental son las quebradas de Urrá, Tay y Jui. Por el occidente recibe aguas de los ríos Verde, Esmeralda, Naim. Su curso Sur - Norte sigue y a la altura del municipio de Cereté se bifurca para luego unirse en el municipio de Lorica.
Pasa por los municipios de Montería, Cereté, Lorica y desemboca en el municipio de San Bernardo del Viento.

## Toponimia
Acerca del nombre Sinú en realidad poco se sabe y posiblemente nunca se conozca la razón por la cual los zenúes bautizaron su río con dicho nombre. Al respecto, el historiador francés Jaime Bra comenta lo siguiente:

1542. Heredia Palomino, posteriormente a las expediciones de los dos hermanos Pedro y Alonso de Heredia (…) se dio a la difícil tarea de remontar y explorar el río (…) quiso hacerlo en su caballo Matamoros, pero con tan mala suerte que por alguna razón que nosotros ignoramos, y habiéndose ladeado la montura, quedó el jinete a merced de la corriente y se ahogó (…) Antes de perecer de manera trágica Heredia P. dio a nuestro río el nombre de “SENU” por los muchos senos que forma en su curso normal…
Historia de Montería, Jaime bra

Esta teoría, sin embargo, tiene muchas inconsistencias, pues afirma que Sinú viene del vocablo sinuoso, que significa torcido o que da vueltas. Esto también es absurdo, ya que sugiere un nombre impuesto por los ibéricos y es cierto que cuando ellos entraron al Zenú, los indios ya debían haberlo bautizado así para diferenciarlo del Jegú (hoy San Jorge), del Necí y de otras quebradas y arroyos. Además, todo río por lo regular es sinuoso. Los zenúes lo querían llamar río zenú, es claro que lo bautizaron los zenúes... Pero el indio zenú que dejó el registro escrito en cualquier lugar en cualquier objeto, cometió el error ortográfico y lo escribió "Sinú"...Y así ha sido llamado hasta hoy día.

## Mitología
La tradición oral, transmitida de generación en generación, cuenta así el nacimiento mítico del río Sinúː

Hace muchos años, el indiozenú Domicó poseía toda la naturaleza y estaba empeñado en encontrar el fruto sagrado. Sabía que lo encontraría en la cúspide misma del Murrucucú. Domicó era un hombre con mucha malicia y no le importaba el castigo o recompensa de los dioses del Sinú… él solo quería el totumo de oro y nada más. Pero su tarea no era fácil, tenía que sortear ¡tantas dificultades! y tener un ojo de águila porque el totumo estaba perdido en el arrullo del viento. Los días pasaron y por fin pudo encontrar el árbol de totumo. Mágicamente, el fruto sagrado salió del viento y Domicó lo tomó para sí. Después de tantos días era preciso descansar, así que se quedó dormido bajo un frondoso árbol. Contento por haber logrado tal hazaña, se levantó al cabo de unas horas dando brincos y saltos, pero la magia ya no estaba con él y tropezó con un tronco seco que estaba en el suelo. No pudo contener su caída y el viento celoso le arrebató el totumo de oro, perdiéndose en la infinidad el sagrado fruto. Éste se abrió y una tonalidad verdosa apareció y lentamente fue saliendo de su interior un hilillo de agua que formó al Sinú.

Atónito Domicó presenciaba semejante acto bondadoso de la naturaleza. Entonces tomó un poco de agua y la tiró hacia arriba. No sabiendo si estar triste por haber perdido el fruto o contento por el nacimiento del río, se quedó dormido nuevamente. El Sinú fue a buscar nacimiento a un cerro más alto que el Murrucucú y llegó hasta el nudo del Paramillo, donde se instaló.

## La compañía del Sinú
Hacia 1844, muchísimos años después que Domicó presenciara el nacimiento del Sinú, un francés llamado Victor Dujardín, apoyado en un adagio popular que a diario se escuchaba en Cartagena y que había nacido como producto de las jugosas riquezas que extrajeron los españoles: «Desgraciado el Perú si se descubre el Sinú», logró convencer a varios empresarios europeos y cartageneros para explotar el oro altosinuano. Luego contrató al científico alsaciano Luis Striffler y fundó la Compañía del Sinú en 1844.
Dujardín había recogido varios costales de la arena de la playa del río, los envió al químico Joseph Gay-Lusac, quien encontró esmeraldas microscópicas y partículas muy palpables de oro. Fue tanto el entusiasmo que alcanzó el oro del Sinú que las acciones de la Compañía del Sinú habían subido en la bolsa de París de 500 a 1700 francos. Además se hicieron réplicas de dos de los tres aparatos usados en los montes Urales para extraer el preciado metal. Tres ingenieros, Mr. Lamotte, Barilhier y Malivanse eran los encargados de dirigir personalmente los trabajos. Después de haber instalado los equipos y al segundo día de llegada de los ingenieros, una crecida del río Sinú hizo desistir a todos de la idea y así se liquidó la Compañía del Sinú.
El Semanario de Bolívar, fechado el 30 de julio de 1843, informó así sobre las minas de oro en las playas del río Sinú y de la creación de la Compañía del Sinú.

Minas de oro del Sinú

Probabilidades había, de tiempo muy remoto, acerca de la existencia de las minas de oro en las playas del alto Sinú; i los viajes que últimamente se han hecho a aquella parte del territorio de esta provincia, así como los ensayos de sus arenas practicados en esta ciudad i en parís, han venido a dar a tales probabilidades toda la fuerza de un hecho indubitable. Con este motivo, i con el objeto de laborear dichos terrenos, han sido denunciados a la gobernación para adquirir título legítimo; i la gobernación habiéndolo espedido, ha mandado dar posesión de ellos a la compañía empresaria, compuesta de diez individuos, nacionales i europeos, de caudal i de una posición social aventajada. Esta sociedad esta bajo la dirección de los SS. Juan Pavageau i Pedro Maciá.
Estamos informados que en el entrante mes de febrero deben llegar las máquinas i utensilios necesarios para la empresa, i dos ingenieros hábiles, uno de los cuales ha admitido una acción en la sociedad en vez del anelde fijo que se le había ofrecido. Cuales sean los bienes que reportará la Nueva Granada en general con la realización de esta empresa importante i cuales los que Cartagena en especial puede calcularlos fácilmente el que piense en las ventajas del desarrollo de la industria en la necesidad de nero de las dimensiones i revueltas políticas.

Nosotros tenemos una grande satisfacción en ser los primeros que instruimos al público de estos interesantes pormenores, que hasta ahora habían sido reservados por motivos que respetamos; i deseamos a la compañía el más próspero i feliz resultado.

## El Sinú y su desembocadura
Hacia 1928 se dio en la desembocadura del río Sinú un increíble hecho sociogeoeconómico y que cambió sustancialmente la economía regional. En efecto, a comienzos del siglo XX los campesinos del municipio de San Bernardo del Viento adecuaron, junto con los de San Antero, las tierras aledañas a la bahía de Cispátá, donde desembocaba el Sinú. Las cosechas de arroz eran abundantes y gracias a este producto de primera necesidad subsistían los campesinos. En los albores de 1928, un grupo de hacendados de la región reclamaron la posesión de los terrenos y entonces el conflicto estalló. Los primeros construyeron canales para desaguar las ciénagas próximas y ampliar la tierra cultivable.
Los canales, las continuas crecidas del río y otros factores contribuyeron a que el dique natural del río se reventara justamente por un meandro muy cercano al litoral y depositara la mayor parte del agua por ahí, consolidando una nueva desembocadura. Como es obvio, la reciente desembocadura significaba un giro en la economía regional, es así como se construyó un canal artificial y un dique para que el río volviera a su antiguo cauce, y aunque el río siguió por el canal, su curso se dirigió nueva hacia Tinajones.

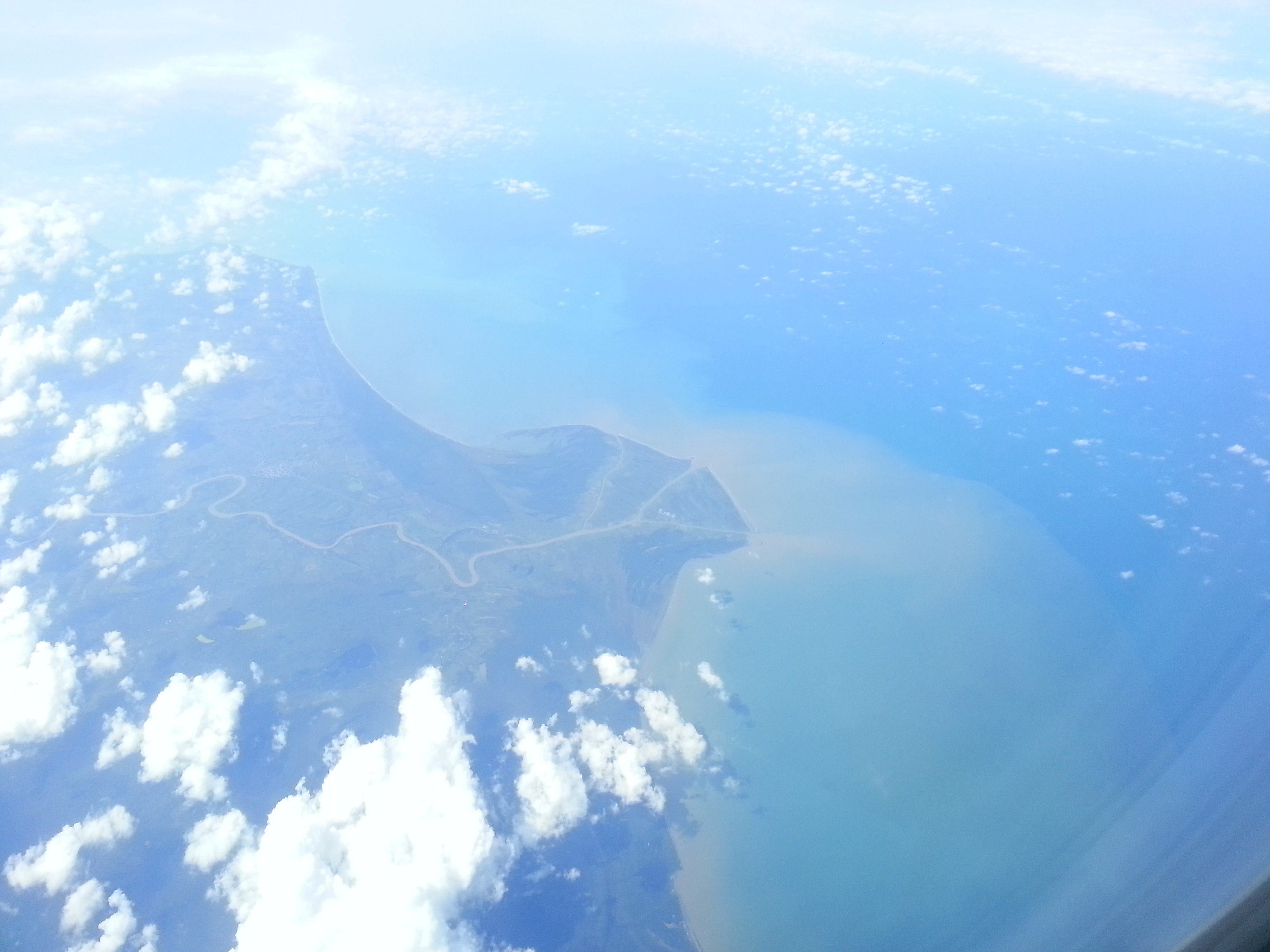
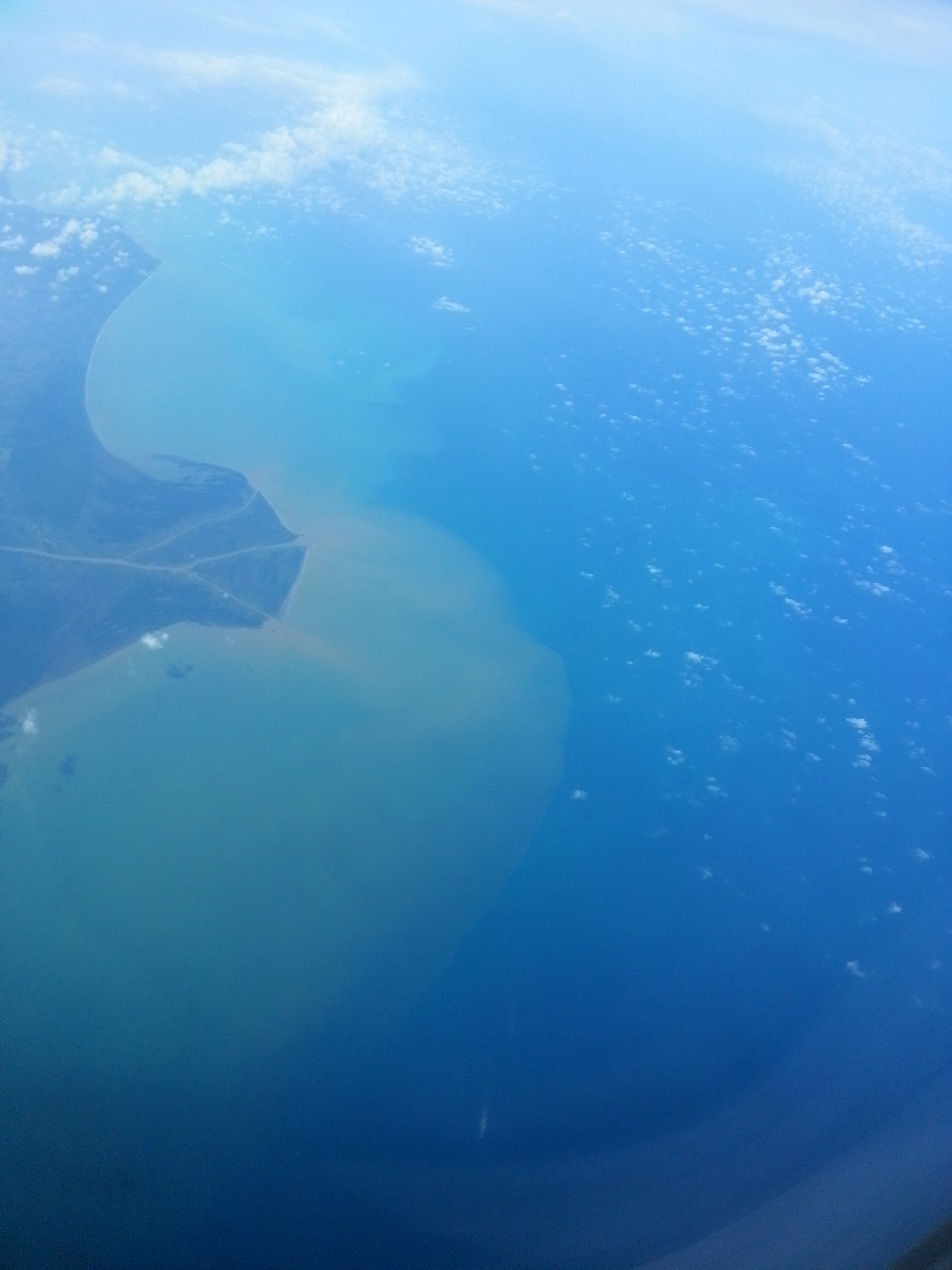